# Popielewicze
Popielewicze (biał. Папелевічы; ros. Попелевичи) − wieś na Białorusi, w obwodzie grodzieńskim, w rejonie smorgońskim, w sielsowiecie Krewo.

## Historia
W czasach zaborów wieś i folwark w okręgu wiejskim Popielewicze, w gminie Krewo, w powiecie oszmiańskim, w guberni wileńskiej Imperium Rosyjskiego. W 1866 roku wieś liczyła 89 mieszkańców w 8 domach, folwark 5 mieszkańców w 1 domu, należały do Śniegolskich. W 1905 roku wieś liczyła 82 mieszkańców, 95 dziesięcin, folwark liczył 25 mieszkańców, 717 dziesięcin, należał do Kryczyńskiego.
W latach 1921–1945 wieś, folwark i osada leżały w Polsce, w województwie wileńskim, w powiecie oszmiańskim, w gminie Krewo.
W 1931:
- wieś w 20 domach zamieszkiwały 123 osoby[3].
- folwark w 2 domach zamieszkiwało 29 osób[3].
- osadę w 1 domu zamieszkiwały 4 osoby[3].

Wierni należeli do parafii rzymskokatolickiej i prawosławnej w Krewie. Miejscowość podlegała pod Sąd Grodzki w Smorgoniach i Okręgowy w Wilnie; właściwy urząd pocztowy mieścił się w Krewie.
Po II wojnie światowej w granicach Związku Sowieckiego. Od 1991 w niepodległej Białorusi.